# Yaël Mouanga
Yaël Mouanga Boudzoumou, né le 23 juillet 2005 à Créteil en France, est un footballeur franco-congolais qui évolue au poste de défenseur central au Montpellier HSC.

## Carrière
Formé aux Girondins de Bordeaux, Mouanga évolue au sein de l'équipe réserve avant de faire ses débuts en Ligue 2 le 10 mai 2024 contre l'US Concarneau.
À l'été 2024, il rejoint le Montpellier HSC, initialement pour renforcer l'équipe réserve en National 3. Ses performances convaincantes attirent l'attention du nouvel entraîneur Jean-Louis Gasset, qui le convoque en équipe première en octobre 2024,. Il fait ses débuts en Ligue 1 le 27 octobre 2024 face au Toulouse FC, disputant l'intégralité de la rencontre (défaite 0-3).

## Statistiques
| Saison                | Club                       | Championnat           | Championnat | Championnat | Championnat | Coupe(s) nationale(s) | Coupe(s) nationale(s) | Coupe(s) nationale(s) | Total | Total | Total |
| Saison                | Club                       | Division              | M.          | B.          | P.d.        | M.                    | B.                    | P.d.                  | M.    | B.    | P.d.  |
| 2021-2022             | Girondins de Bordeaux rés. | National 3            | 3           | 0           | 0           | -                     | -                     | -                     | 3     | 0     | 0     |
| 2022-2023             | Girondins de Bordeaux rés. | National 3            | 18          | 0           | 0           | -                     | -                     | -                     | 18    | 0     | 0     |
| 2023-2024             | Girondins de Bordeaux rés. | National 3            | 4           | 0           | 0           | -                     | -                     | -                     | 4     | 0     | 0     |
| Sous-total            | Sous-total                 | Sous-total            | 25          | 0           | 0           | -                     | -                     | -                     | 25    | 0     | 0     |
| 2023-2024             | Girondins de Bordeaux      | Ligue 2               | 1           | 0           | 0           | 0                     | 0                     | 0                     | 1     | 0     | 0     |
| 2024-2025             | Montpellier HSC rés.       | National 3            | 6           | 0           | 0           | -                     | -                     | -                     | 6     | 0     | 0     |
| 2024-2025             | Montpellier HSC            | Ligue 1               | 13          | 0           | 0           | 0                     | 0                     | 0                     | 13    | 0     | 0     |
| Total sur la carrière | Total sur la carrière      | Total sur la carrière | 45          | 0           | 0           | 0                     | 0                     | 0                     | 45    | 0     | 0     |